# Sadiqabad
Sadiqabad – miasto w Pakistanie, w prowincji Pendżab. Według danych na rok 1998 liczyło 144 391 mieszkańców.